# Первоуральск (муниципальный округ)
Муниципальный округ Первоура́льск — муниципальное образование на юго-западе Свердловской области России. Относится к Западному управленческому округу Свердловской области.
Административный центр — город Первоуральск.
С точки зрения административно-территориального устройства области, муниципальный округ находится в границах административно-территориальной единицы города Первоуральска.

## Географические особенности
Главная водная артерия муниципального округа — река Чусовая. Город Первоуральск стоит на её берегу, в непосредственной близости от водораздела, по которому проходит граница между Европой и Азией.
Местность гористая, в городской черте расположены горы Пильная, Магнит, Кирик-Улита, Ельничная и др. Территория сильно расчленена долинами рек: Чусовой, Большой и Малой Шайтанок, Пахотки, Ельничной и др. В черте города три старых заводских пруда.
К геологическим и естественноисторическим памятникам относятся многочисленные каменные скалы-«бойцы» в среднем течении р. Чусовой (Георгиевский, Гребешки, Собачьи Ребра, Шайтан и др.).
Муниципальный округ Первоуральск граничит (по часовой стрелке):
- на западе с Бисертским и Шалинским муниципальными округами,
- на северо-западе с муниципальным округом Староуткинск и муниципальным округом Горноуральский,
- на севере с муниципальным округом Верхний Тагил и Новоуральским городским округом,
- на севере и северо-востоке с Невьянским муниципальным округом,
- на северо-востоке с муниципальным округом Верхняя Пышма,
- на востоке и юго-востоке с муниципальным образованием «город Екатеринбург»,
- на юге с муниципальным округом Ревда,
- на юго-западе с Нижнесергинским муниципальным районом.

## История
Появление на территории современного округа первых русских поселений относится к допромышленному периоду освоения Урала: в 1574 году основана деревня Каменка; в 1647 году. — деревня Трёка; в 1651 г. — село [Слобода; в 1681 — деревня Крылосово; в 1678 — село Нижнее Село.
В 1730 году по приказу В. Н. Демидова было начато строительство чугуноплавильного и железоделательного завода на реке Шайтанка (Нижнешайтанский, впоследствии Васильево-Шайтанский завод). В конце декабря 1732 года на заводе был получен первый чугун. Именно эта дата считается датой основания Первоуральска.
В 1996 году по итогам проведённого 17 декабря 1995 года референдума было создано муниципальное образование город Первоуральск.
10 ноября 1996 года муниципальное образование было включено в областной реестр.
С 31 декабря 2004 года муниципальное образование город Первоуральск получило статус городского округа. Рабочие посёлки Билимбай, Кузино и Новоуткинск были преобразованы в сельские населённые пункты. В состав городского округа вошли посёлки Дидино и Ильмовка, входившие до этого в Нижнесергинское муниципальное образование.
С 1 января 2006 года муниципальное образование город Первоуральск было переименовано в городской округ Первоуральск.
С 1 января 2025 года городской округ Первоуральск был преобразован в муниципальный округ.

## Население
| 2002     | 2009     | 2010     | 2011     | 2012     | 2013     | 2014     |
| -------- | -------- | -------- | -------- | -------- | -------- | -------- |
| 157 763  | ↗159 186 | ↘148 896 | ↗149 026 | ↗149 761 | ↗149 830 | ↘149 580 |
| 2015     | 2016     | 2017     | 2018     | 2019     | 2020     | 2021     |
| ↘149 279 | ↘148 450 | ↘147 520 | ↘146 511 | ↘144 625 | ↘143 051 | ↘133 376 |
| 2023     |          |          |          |          |          |          |
| ↘131 408 |          |          |          |          |          |          |

## Состав
Муниципальный округ Первоуральск включает 30 населённых пунктов.
| №  | Населённый пункт | Тип населённого пункта        | Население |
| -- | ---------------- | ----------------------------- | --------- |
| 1  | Билимбай         | посёлок                       | ↘4520     |
| 2  | Битимка          | село                          | ↘1370     |
| 3  | Вересовка        | посёлок                       | ↘842      |
| 4  | Дидино           | посёлок                       | ↘5        |
| 5  | Извездная        | деревня                       | ↗76       |
| 6  | Ильмовка         | посёлок                       | ↘16       |
| 7  | Каменка          | деревня                       | ↗40       |
| 8  | Канал            | посёлок                       | ↗12       |
| 9  | Коновалово       | деревня                       | ↗169      |
| 10 | Коуровка         | посёлок                       | ↘315      |
| 11 | Крылосово        | деревня                       | ↘995      |
| 12 | Кузино           | посёлок                       | ↘2854     |
| 13 | Макарова         | деревня                       | ↗98       |
| 14 | Меркитасиха      | посёлок                       | ↘44       |
| 15 | Нижнее Село      | село                          | ↗254      |
| 16 | Новая Трёка      | посёлок                       | ↘8        |
| 17 | Новоалексеевское | село                          | ↘1615     |
| 18 | Новоуткинск      | посёлок                       | ↘4382     |
| 19 | Первоуральск     | город, административный центр | ↘110 999  |
| 20 | Перескачка       | посёлок                       | ↘229      |
| 21 | Прогресс         | посёлок                       | ↘1903     |
| 22 | Решёты           | посёлок                       | ↗742      |
| 23 | Слобода          | село                          | ↘319      |
| 24 | Старые Решёты    | деревня                       | ↘312      |
| 25 | Трёка            | деревня                       | ↘40       |
| 26 | Флюс             | посёлок                       | ↘83       |
| 27 | Хомутовка        | деревня                       | ↘10       |
| 28 | Хрустальная      | посёлок                       | ↘509      |
| 29 | Черемша          | деревня                       | ↗63       |
| 30 | Шадриха          | посёлок                       | ↘41       |

## Местное самоуправление
11 января 2011 года глава Первоуральска Максим Фёдоров подал в отставку.
Январь 2011 года первый созыв территориальной Молодёжной избирательной комиссии начал свою деятельность[значимость факта?].
13 марта 2011 года на досрочных выборах на пост главы городского округа победил кандидат от КПРФ Юрий Переверзев. Юрий Переверзев, вступив в должность главы города, стал первым в истории Первоуральска, кто снял с себя партийную принадлежность и полностью занялся городским хозяйством.
В октябре 2013 года Юрий Переверзев был отстранён от должности под давлением со стороны депутатов городской Думы при активной поддержке главы администрации губернатора. Юрий Переверзев остался последним всенародно избранным главой городского округа Первоуральск. На смену избранному главе пришли назначаемые главы на руководство муниципалитета согласно новому Уставу города.
31 октября 2013 года главой городского округа Первоуральск — Председателем Думы избран Козлов Николай Евгеньевич, главой Администрации городского округа Первоуральск Дронов Алексей Иванович.
26 октября 2017 года решением Первоуральской городской Думы, главой городского округа Первоуральск избран Хорев Валерий Александрович.
С 26 апреля 2018 года исполняющим обязанности назначен Игорь Кабец.
25 октября 2018 года депутаты городской думы избрали Игоря Кабца на должность главы Первоуральска.

## Транспорт
Через округ проходят железнодорожные магистрали «Екатеринбург — Пермь — Москва» и «Екатеринбург — Казань — Москва».
Железные дороги:
- «Косулино-Арамиль —Седельниково- Решёты-Хрустальная (Южный обход)»
- «Чусовская — Кузино -Дружинино-Бердяуш».

## Памятники архитектуры
- Свято-Георгиевская церковь XIX в. в с. Слобода
- Свято-Троицкий храм в Билимбае (передан Русской церкви в 1994 году)

## Загрязнение атмосферы
Руководство по контролю загрязнения атмосферы РД 52.04.186-89 (далее — Руководство), включающее правила подготовки документов о состоянии загрязнения атмосферы в городах, было введено в действие 01.07.1991. В то время Ежегодники и другие информативные документы, обобщающие данные наблюдений за загрязнением атмосферы, готовились с грифом «для служебного пользования». Они предназначались государственным и местным органам власти, ответственным за состояние атмосферы, центральным НИИ и проектным организациям, занимающимся разработкой проектов на размещение и строительство промышленных объектов. Любые информативные документы включали большой объём информации о влиянии метеорологических условий на загрязнение атмосферы и представляли большой массив исходных данных.
В 2001 году в ГГО разработан и направлен в УГМС проект Методических рекомендаций «Создание документов о состоянии загрязнения атмосферы в городах для информирования общественности и населения». В этом документе собраны все изменения и дополнения, включающие правила составления Ежегодников. По своему смыслу эти изменения и дополнения не противоречат Руководству, а лишь развивают и уточняют его положения.
Обработка и обобщение данных о загрязнении атмосферы и оценка уровней загрязнения проводится в соответствии с РД 52.04.667-2005 «Документы о состоянии загрязнения атмосферы в городах для информирования государственных органов, общественности и населения. Общие требования к разработке, построению, изложению, содержанию». Основные статистические показатели, характеризующие загрязнение атмосферы и рассчитанные для различного осреднения по времени и пространству:
степень загрязнения примесью оценивается при сравнении её концентрации с соответствующим значением предельно допустимой концентрации (ПДКмр — максимально разовая ПДК; ПДКсс — среднесуточная ПДК): разовые концентрации загрязняющих веществ сравнивают со значением ПДКмр, среднесуточные, среднемесячные и среднегодовые концентрации сравнивают со значением ПДКсс.
ПДК, мг/куб. м или мкг/куб. м — предельно допустимая концентрация примеси, установленная Министерством здравоохранения Российской Федерации (ГН 2.1.6. 3492-17 «Предельно допустимые концентрации (ПДК) загрязняющих веществ в атмосферном воздухе городских и сельских поселений» (приложение).
Для оценки качества атмосферного воздуха используются три основных показателя:
СИ, безразмерный — стандартный индекс, наибольшая измеренная за рассматриваемый период времени концентрация примеси, деленная на соответствующее значение ПДК, из данных измерений на посту за одной примесью или на всех постах за одной примесью, или на всех постах за всеми примесями;
НП, процентов — наибольшая повторяемость превышения ПДК из данных измерений на посту за одной примесью, или на всех постах за одной примесью или на всех постах за всеми примесями;
ИЗА, безразмерный — комплексный индекс загрязнения атмосферы по пяти приоритетным веществам, определяющий состояние загрязнения атмосферы в городе (определяется как сумма единичных индексов загрязнения пяти приоритетных загрязнителей, приведенных к вредности диоксида серы).
Оценка уровня (степени) загрязнения атмосферного воздуха проводится по четырём категориям: низкий, повышенный, высокий и очень высокий. Уровень загрязнения атмосферного воздуха в городе определяется по максимальному значению одного из трех критериев: СИ, НП, ИЗА (таблица 1.1.1). При этом если ИЗА, СИ и НП попадают в разные категории, то степень загрязнения воздуха оценивается по ИЗА. В соответствии с рекомендациями ФГБУ «Главная геофизическая обсерватория им. А. И. Воейкова» допускается корректировка категории качества атмосферного воздуха в сторону повышения, если ИЗА соответствует степени загрязнения «низкая» или «повышенная», но при этом величина СИ>10 или НП>20 %.
Таблица 1.1.1
Критерии качества атмосферного воздуха
| Номер строки | Показатель | Уровни загрязнения воздуха | Уровни загрязнения воздуха   | Уровни загрязнения воздуха | Уровни загрязнения воздуха       |
| Номер строки | Показатель | I категория, низкий (Н)    | II категория, повышенный (П) | III категория, высокий (В) | IV категория, очень высокий (ОВ) |
| 1.           | СИ         | 0-1                        | 2-4                          | 5-10                       | >10                              |
| 2.           | НП         | 0                          | 1-19                         | 20-49                      | >50                              |
| 3.           | ИЗА        | 0-4                        | 5-6                          | 7-13                       | >14                              |

## Качество атмосферного воздуха
Получение данных о загрязнении окружающей среды осуществляется в ходе мониторинга загрязнения на базе государственной наблюдательной сети. В основу организации и проведения режимных наблюдений в пунктах государственной наблюдательной сети положены принципы систематичности и комплексности наблюдений, согласованность сроков наблюдений с характерными климатическими и гидрологическими периодами, определение показателей качества окружающей среды едиными, обеспечивающими требуемую точность методами. Ответственным за сеть является
ФГБУ «Уральское УГМС». Наблюдения выполняются в соответствии с требованиями
РД 52.04.186-89.
Случаев экстремально высокого (ЭВЗ) (превышение ПДК в 50 раз) и высокого (ВЗ) (превышение ПДК в 10 раз) загрязнения атмосферного воздуха отдельными примесями в 2019 г. не зарегистрировано.
Наблюдения проводились на 2 стационарных постах государственной наблюдательной сети за состоянием загрязнения атмосферы (№ 1 и 2). Посты подразделяются на: «городские фоновые», в жилых районах (пост № 1) и «авто», вблизи автомагистралей с интенсивным движением транспорта (пост № 2).
Уровень загрязнения воздуха. По результатам наблюдений 2019 г. уровень загрязнения атмосферного воздуха города отнесён к категории «низкий».
Комплексный индекс загрязнения атмосферы определялся концентрациями бенз(а)пирена, диоксида азота, взвешенных веществ, фторида водорода и оксида азота. СИ=3,5 для бенз(а)пирена, НП=2 % для фторида водорода.
Оценка качества атмосферного воздуха по данным наблюдений на автоматических станциях контроля за загрязнением атмосферного воздуха территориальной сети наблюдений в 2019 году
Министерством природных ресурсов и экологии Свердловской области совместно с ГКУСО «Центр экологического мониторинга и контроля» организована территориальная наблюдательная сеть с использованием автоматических станций контроля за загрязнением атмосферного воздуха (далее — станции).
В 2019 г. наблюдения за загрязнением атмосферного воздуха проводились на 15 станциях в 13 городах: Екатеринбурге (2 станции), Первоуральске, Нижнем Тагиле (2 станции), Каменске-Уральском, Красноуральске, Верхней Пышме, Асбесте, Кировграде, Реже, Ревде, Серове, Полевском, Краснотурьинске.
На станциях в автоматическом режиме измерялось содержание в атмосферном воздухе основных и специфических загрязняющих веществ: диоксида серы, оксида углерода, оксидов азота, взвешенных частиц РМ10 (взвешенных веществ с диаметром частиц, не превосходящим 10 мкм — данные наблюдений справочные), сероводорода, аммиака.
Наблюдения и обработка результатов измерений, выполнялись в соответствии с требованиями и правилами РД 52.04.186-89, РД 52.04.667-2005 и РД 52.04.840-2015.
Для оценки качества атмосферного воздуха использовались действующие на территории Российской Федерации гигиенические нормативы предельно допустимых концентраций загрязняющих веществ в атмосферном воздухе населенных мест: предельно допустимая максимальная разовая концентрация (далее — ПДКмр) и предельно допустимая среднесуточная концентрация (далее — ПДКсс) в соответствии с ГН 2.1.6.3492-17 «Предельно допустимые концентрации (ПДК) загрязняющих веществ в атмосферном воздухе городских и сельских поселений», утвержденными постановлением Главного государственного санитарного врача Российской Федерации от 22.12.2017 № 165, а также показатели качества атмосферного воздуха, установленные Федеральной службой по гидрометеорологии и мониторингу окружающей среды (СИ и НП).
По результатам наблюдений на станциях в 2019 г. отмечались превышения нормативов содержания в атмосферном воздухе оксида и диоксида азота, диоксида серы, оксида углерода, взвешенных частиц РМ10, сероводорода, аммиака. Наибольший рост концентраций загрязняющих веществ в атмосферном воздухе наблюдался в периоды неблагоприятных метеорологических условий.
Случаев экстремально высокого загрязнения атмосферного воздуха по данным наблюдений на станциях в 2019 г. не зафиксировано.
В 2019 г. наблюдения проводились на станции, расположенной на улице Сакко и Ванцетти, в районе домов № 1‒3. Станция принадлежит Администрации города Первоуральска и находится в совместном использовании ПМБУ «Экологический фонд» и ГКУСО «Центр экологического мониторинга и контроля» по Соглашению от 25.12.2012 г. о совместном использовании измерительного комплекса «СКАТ».
За период измерений в районе расположения станции были зафиксированы превышения нормативов содержания в атмосферном воздухе диоксида серы, диоксида азота, оксида азота и сероводорода.
Максимальная из разовых концентрация сероводорода за год достигла 6,8 ПДКмр. Повторяемость превышения максимальной разовой предельно допустимой концентрации сероводорода более 1 ПДК за год составила — 0,5 %, более 5ПДК — менее 0,01 %.
Максимальная из среднесуточных концентрация оксида азота за период измерений была зафиксирована в декабре и составила 4,3 ПДКсс. Максимальная из разовых концентрация оксида азота за год составила 1,6 ПДКмр. Повторяемость превышения максимальной разовой предельно допустимой концентрации оксида азота за год составила 0,1 %.
Максимальная из среднесуточных концентрация диоксида азота за период измерений была зафиксирована в декабре 2,5 ПДКсс.
Максимальная из среднесуточных концентрация диоксида серы за год составила 2,4 ПДКсс, повторяемость превышения среднесуточной предельно допустимой концентрации диоксида серы за год составила 2,1 %. Среднегодовая концентрация диоксида серы не превысила установленного норматива и составила 0,20 ПДКсс.
В 2019 г. по сравнению с 2018 г. среднегодовая концентрация диоксида серы в атмосферном воздухе не изменилась и осталась на уровне 0,20 ПДКсс.
Содержание в атмосферном воздухе оксида углерода не превысило установленные нормативы.